# Alena Činčerová
Alena Činčerová (* 9. června 1954 Brno) je česká scenáristka a režisérka. Natočila již přes 250 dokumentárních filmů.

## Životopis
Narodila se v Brně v roce 1954. Její otec byl český scenárista, režisér a vynálezce Kinoautomatu, prvního interaktivního filmu na světě, Radúz Činčera (1923–1999). Její matka Alena, rozená Hejná, byla docentkou na Přírodovědecké fakultě Univerzity Karlovy. Vystudovala režii dokumentární tvorby na FAMU.

### Kariéra
Zpočátku pracovala jako spolupracovnice svého otce. V roce 1990 se osamostatnila a založila vlastní produkční společnost. Pro společnost Febio Fera Feniče natočila mnoho dílů do cyklů Gen, GENUS, Zpověď, Jak se žije, Oko, Cestománie, Nová cestománie.
V České televizi vytvořila nový formát a natočila tři řady cyklu Modrá krev (2017–2023) o historii a současnosti české aristokracie s hrabětem Františkem Kinským v roli průvodce (celkem 26 dílů); 35dílný cyklus Komici na jedničku o mistrech českého humoru s Petrem Nárožným (režijně se podílela také Adéla Sirotková). Přispěla i do cyklu 13. komnata (Chantal Poullain, Marek Brodský, Vendula Svobodová-Pizingerová), Neobyčejné životy (Petr Nárožný, Iva Janžurová, Milan Lasica, Jana Štěpánková, Květa Fialová, Marián Labuda, Marta Vančurová). Na svém kontě má i solitérní dokumenty například Rudy Linka: Kytara je droga, portrét úspěšného čechoamerického jazzmana Rudyho Linky; S vůní mastixu a vanilky, portrét Lubomíra Lipského, Radúz Činčera, otec nejen Kinoautomatu (spolu s A. Sirotkovou).
V roce 2006 zrekonstruovala a vrátila na filmové plátno i jeviště v Britském filmovém institutu v Londýně Kinoautomat. Film byl v letech 1971–1972 promítán v pražském kině Světozor, nové premiéry se dočkal tamtéž roku 2007.
Obnovený Kinoautomat navštívil již 15 zemí světa a byl vydán i na DVD. V roce 2017 oslavil Kinoautomat 50. výročí svého zrodu několika slavnostními představeními doma i v zahraničí a hraje se stále.

### Soukromí
Alena Činčerová je matkou režisérky Adély Sirotkové (* 1980). Jejím otcem je producent Jiří Sirotek (1947–2004).

## Filmografie
| Rok  | Název                                                     | Metráž                              | Poznámky                                                   |  |
| ---- | --------------------------------------------------------- | ----------------------------------- | ---------------------------------------------------------- |  |
| 1990 | Cinelabyrinth aneb příběh domku, který létal              | krátký                              | námět, scénář, režie                                       |  |
| 1993 | GEN Radúz Činčera                                         | krátký                              | námět, scénář, režie                                       |  |
| 1995 | Sedláci                                                   | krátký                              | námět, scénář, režie                                       |  |
| 1995 | Panu učiteli s láskou                                     | krátký                              | námět, scénář, režie                                       |  |
| 1995 | Karel Loprais pohledem Aleny Činčerové                    | krátký                              | námět, scénář, režie                                       |  |
| 1996 | Deník našeho dítěte                                       | krátký                              | námět, scénář, režie                                       |  |
| 1996 | GENUS Václav Pačes                                        | krátký                              | námět, scénář, režie                                       |  |
| 1996 | Osudy hvězd – Létající Lukáš                              | krátký                              | námět, scénář, režie                                       |  |
| 1997 | Jak se žije beze strachu                                  |                                     |                                                            |  |
| 1997 | Jak se žije potichu podle Aleny Činčerové                 | krátký                              | námět, scénář, režie                                       |  |
| 1997 | Jak se žije život po životě podle Aleny Činčerové         | krátký                              | námět, scénář, režie                                       |  |
| 1998 | Jak se žije rodičům juniorům & seniorům                   | krátký                              | námět, scénář, režie                                       |  |
| 1998 | Čech Němci, Němec Čechovi                                 | krátký                              | námět, scénář, režie                                       |  |
| 1998 | Jak se žije před první volbou                             | krátký                              | námět, scénář, režie                                       |  |
| 1998 | Jak se žije po okupantech podle Aleny Činčerové           | krátký                              | námět, scénář, režie                                       |  |
| 1998 | Dorozumění                                                | krátký                              | námět, scénář, režie                                       |  |
| 1998 | Osudy hvězd – Posedlost Tondy Navrátila                   | krátký                              | námět, scénář, režie                                       |  |
| 1998 | Jak se žije pošťákům                                      | krátký                              | námět, scénář, režie                                       |  |
| 1999 | CESTOMÁNIE Izrael: země třikrát svatá                     | krátký                              | námět, scénář, režie                                       |  |
| 1999 | O neumírání                                               | krátký                              | námět, scénář, režie                                       |  |
| 1999 | Osudy hvězd – Váleček (Marek Eben)                        | krátký                              | námět, scénář, režie                                       |  |
| 1999 | Jak se žije s cizí řečí                                   | krátký                              | námět, scénář, režie                                       |  |
| 1999 | Zpověď: ing. J. Kolben                                    | krátký                              | námět, scénář, režie                                       |  |
| 2000 | CESTOMÁNIE Tunisko: Pouštní růže                          | krátký                              | námět, scénář, režie                                       |  |
| 2000 | CESTOMÁNIE Aruba: Šťastný ostrov                          | krátký                              | námět, scénář, režie                                       |  |
| 2000 | Listy z Provence                                          | krátký                              | námět, scénář, režie                                       |  |
| 2000 | Osudy hvězd: Julie nebo Náruživá                          | krátký                              | námět, scénář, režie                                       |  |
| 2000 | Jak se žije mladým badatelům                              | krátký                              | námět, scénář, režie                                       |  |
| 2000 | GEN: Svatopluk Beneš                                      | krátký                              | námět, scénář, režie                                       |  |
| 2000 | GEN: Lubomír Lipský                                       | krátký                              | námět, scénář, režie                                       |  |
| 2001 | Večer na téma Febiofest                                   | krátký                              | námět, scénář, režie                                       |  |
| 2001 | Hra o život                                               | krátký                              | námět, scénář, režie                                       |  |
| 2001 | CESTOMÁNIE Rakousko: Tyrolské pastorále                   | krátký                              | námět, scénář, režie                                       |  |
| 2001 | CESTOMÁNIE Egypt: Dar Nilu                                | krátký                              | námět, scénář, režie                                       |  |
| 2001 | CESTOMÁNIE Řecko: Oblázky z Dodekanesos                   | krátký                              | námět, scénář, režie                                       |  |
| 2001 | CESTOMÁNIE Kanada: Za indánským létem                     | krátký                              | námět, scénář, režie                                       |  |
| 2001 | GEN: Radoslav Brzobohatý                                  | krátký                              | námět, scénář, režie                                       |  |
| 2001 | Večer na téma animovaný film                              | krátký                              | námět, scénář, režie                                       |  |
| 2001 | Lubomír Lipský pohledem Aleny Činčerové                   | krátký                              | námět, scénář, režie                                       |  |
| 2002 | GEN: Jiří Krejčík                                         | krátký                              | námět, scénář, režie                                       |  |
| 2002 | CESTOMÁNIE Singapur: Zázrak na rovníku?                   | krátký                              | námět, scénář, režie                                       |  |
| 2002 | CESTOMÁNIE Švýcarsko: Jako tikot hodinek                  | krátký                              | námět, scénář, režie                                       |  |
| 2002 | CESTOMÁNIE Portugalsko: Začátek nebo konec...             | krátký                              | námět, scénář, režie                                       |  |
| 2002 | Může to být i Vaše dítě                                   | krátký, cyklus 25 dílů              | námět, scénář, režie                                       |  |
| 2002 | GEN: Karel Černý                                          | krátký                              | námět, scénář, režie                                       |  |
| 2003 | Sport proti drogám                                        | krátký, cyklus 12 dílů              | námět, scénář, režie                                       |  |
| 2003 | Echo Febiofestu                                           | krátký, cyklus 10 dílů              | námět, scénář, režie                                       |  |
| 2003 | CESTOMÁNIE Barbados Anglie v Karibiku                     | krátký                              | scénář, režie                                              |  |
| 2003 | CESTOMÁNIE Grenada: S vůní muškátového oříšku             | krátký                              | scénář, režie                                              |  |
| 2003 | Velká voda – Tanky pro Prahu                              | krátký                              | námět, scénář, režie                                       |  |
| 2003 | McDonald’s story                                          | krátký                              | námět, scénář, režie                                       |  |
| 2003 | Zpověď hollywoodského magnáta – Norbert Auerbach          | krátký                              | scénář, režie                                              |  |
| 2004 | Sport proti drogám                                        | krátký, cyklus 6 dílů               | námět, scénář, režie                                       |  |
| 2004 | Nová CESTOMÁNIE Řecko: Jónské hádanky                     | krátký                              | scénář, režie                                              |  |
| 2005 | Největší Čech – Jan Werich                                | krátký, cyklus Kultura.cz           | scénář, režie                                              |  |
| 2005 | Nová CESTOMÁNIE Maledivy: Třináct Robinsonů a jeden Pátek | krátký                              | scénář, režie                                              |  |
| 2005 | Nová CESTOMÁNIE Srí Lanka: Nebe, peklo, ráj               | krátký                              | scénář, režie                                              |  |
| 2006 | Nestlé                                                    | krátký                              | námět, scénář, režie                                       |  |
| 2006 | 12 odvážných – Ivo Tichý                                  | krátký                              | námět, scénář, režie                                       |  |
| 2006 | S vůní mastixu a vanilky – L. Lipský                      | krátký                              | námět, scénář, režie                                       |  |
| 2006 | 13. komnata Venduly Svobodové                             | krátký                              | námět, scénář, režie                                       |  |
| 2006 | 13. komnata Chantal Poullain                              | krátký                              | námět, scénář, režie                                       |  |
| 2006 | Táta jako máma – otcové vícerčat                          | krátký                              | námět, scénář, režie                                       |  |
| 2006 | Blues pro Pavla D.                                        | krátký                              | námět, scénář, režie                                       |  |
| 2007 | Sedláci                                                   | krátký                              | námět, scénář, režie                                       |  |
| 2007 | 12 odvážných – Mario Wild                                 | krátký                              | námět, scénář, režie                                       |  |
| 2007 | 13. komnata Zuzany Bubílkové                              | krátký                              | námět, scénář, režie                                       |  |
| 2007 | Au!                                                       | krátký                              | scénář, režie                                              |  |
| 2007 | Srdce Čech                                                | krátký                              | námět, scénář, režie                                       |  |
| 2008 | Oběť nebo pachatel                                        | krátký, Reportéři ČT                | námět, scénář, režie                                       |  |
| 2008 | Peníze Jiřího Krejčíka                                    | krátký                              | námět, scénář, režie                                       |  |
| 2009 | Neobyčejný život pana Petra Nárožného                     | krátký                              | námět, scénář, režie                                       |  |
| 2009 | Neobyčejný život paní Jany Štěpánkové                     | krátký                              | námět, scénář, režie                                       |  |
| 2009 | Neobyčejný život paní Květy Fialové                       | krátký                              | námět, scénář, režie                                       |  |
| 2009 | Kniha mého srdce – Harry Potter                           | krátký                              | námět, scénář, režie                                       |  |
| 2009 | Kniha mého srdce – Stmívání                               | krátký                              | námět, scénář, režie                                       |  |
| 2009 | Kniha mého srdce – Co život dal a vzal                    | krátký                              | námět, scénář, režie                                       |  |
| 2009 | Semafor má 50!                                            | krátký                              | námět, scénář, režie                                       |  |
| 2010 | Neobyčejný život pana Ilji Racka                          | krátký                              | námět, scénář, režie                                       |  |
| 2010 | Komici na jedničku – Vlasta Burian                        | krátký                              | námět, scénář, režie                                       |  |
| 2010 | Komici na jedničku – Saša Rašilov                         | krátký                              | námět, scénář, režie                                       |  |
| 2010 | Komici na jedničku – Hugo Haas                            | krátký                              | námět, scénář, režie                                       |  |
| 2010 | Komici na jedničku – Jaroslav Marvan                      | krátký                              | námět, scénář, režie                                       |  |
| 2010 | Komici na jedničku – Felix Holzmann                       | krátký                              | námět, scénář, (režie Adéla Sirotková)                     |  |
| 2010 | Komici na jedničku – Jiřina Jirásková                     | krátký                              | námět, scénář, (režie Adéla Sirotková)                     |  |
| 2010 | Komici na jedničku – Jan Libíček                          | krátký                              | námět, scénář, (režie Adéla Sirotková)                     |  |
| 2011 | Neobyčejný život paní Ivy Janžurové                       | krátký                              | námět, scénář, režie                                       |  |
| 2011 | Komici na jedničku Iva Janžurová                          | krátký                              | námět, scénář, režie                                       |  |
| 2011 | Komici na jedničku Miroslav Donutil                       | krátký                              | námět, scénář, režie                                       |  |
| 2011 | Otakar Vávra *1911 aneb Stovku má člověk jednou za život  | krátký                              | scénář i režie spolu s Jitkou Němcovou a Adélou Sirotkovou |  |
| 2011 | Neobyčejný život pana Ivo Paukerta                        | krátký                              | námět, scénář, režie                                       |  |
| 2011 | Neobyčejný život pana Milana Lasici                       | krátký                              | námět, scénář, režie                                       |  |
| 2011 | Komici na jedničku – Vladimír Menšík                      | krátký                              | © 2012, námět, scénář, režie                               |  |
| 2011 | Komici na jedničku – Bolek Polívka                        | krátký                              | © 2012, námět, scénář, režie                               |  |
| 2011 | Komici na jedničku – Miloš Kopecký                        | krátký                              | © 2012, námět, scénář, režie                               |  |
| 2011 | Komici na jedničku – Stella Zázvorková                    | krátký                              | © 2012, námět, scénář, režie                               |  |
| 2011 | Komici na jedničku – Jindřich Plachta                     | krátký                              | © 2012, námět, scénář, režie                               |  |
| 2011 | Komici na jedničku – Jiří Sovák                           | krátký                              | © 2012, námět, scénář, režie                               |  |
| 2011 | Komici na jedničku – Voskovec+Werich                      | krátký                              | © 2012, námět, scénář, režie                               |  |
| 2011 | Komici na jedničku – Luděk Sobota                         | krátký                              | © 2012, námět, scénář, (režie Adéla Sirotková)             |  |
| 2011 | Komici na jedničku – Nataša Gollová                       | krátký                              | © 2012, námět, scénář, (režie Adéla Sirotková)             |  |
| 2011 | Komici na jedničku – Jiří Wimmer                          | krátký                              | © 2012, námět, scénář, (režie Adéla Sirotková)             |  |
| 2012 | 20 let McDonald's                                         | krátký                              | námět, scénář, režie                                       |  |
| 2012 | Neobyčejný život pana Mariána Labudy                      | krátký                              | námět, scénář, režie                                       |  |
| 2012 | Komici na jedničku – Jiřina Bohdalová                     | krátký                              | námět, scénář, režie                                       |  |
| 2012 | Komici na jedničku – Oldřich Nový                         | krátký                              | námět, scénář, (režie Adéla Sirotková)                     |  |
| 2012 | Komici na jedničku – Šimek+Grossmann                      | krátký                              | námět, scénář, režie                                       |  |
| 2012 | Komici na jedničku – Věra Ferbasová                       | krátký                              | námět, scénář, (režie Adéla Sirotková)                     |  |
| 2012 | Komici na jedničku – Jiří Lábus                           | krátký                              | námět, scénář, (režie Adéla Sirotková)                     |  |
| 2012 | Komici na jedničku – Lubomír Lipský                       | krátký                              | námět, scénář, režie                                       |  |
| 2012 | Komici na jedničku – Jitka Molavcová                      | krátký                              | námět, scénář, (režie Adéla Sirotková)                     |  |
| 2012 | Komici na jedničku – Smoljak & Svěrák                     | krátký                              | námět, scénář, režie                                       |  |
| 2012 | Komici na jedničku – Jiří Císler                          | krátký                              | námět, scénář, (režie Adéla Sirotková)                     |  |
| 2012 | Komici na jedničku – František Filipovský                 | krátký                              | námět, scénář, (režie Adéla Sirotková)                     |  |
| 2012 | Komici na jedničku – Vlastimil Brodský                    | krátký                              | námět, scénář, (režie Adéla Sirotková)                     |  |
| 2012 | Komici na jedničku – Jiří Suchý                           | krátký                              | námět, scénář, (režie Adéla Sirotková)                     |  |
| 2012 | Komici na jedničku – Josef Dvořák                         | krátký                              | námět, scénář, režie                                       |  |
| 2012 | Komici na jedničku – Jiří Hrzán                           | krátký                              | námět, scénář, (režie Adéla Sirotková)                     |  |
| 2012 | Komici na jedničku – Petr Nárožný                         | krátký                              | námět, scénář, režie                                       |  |
| 2013 | Filmy o seriálu Sanitka II                                | krátký                              | námět, scénář, režie                                       |  |
| 2013 | Neobyčejný život paní Marty Vančurové                     | krátký                              | námět, scénář, režie                                       |  |
| 2014 | 13. komnata Marka Brodského                               | krátký                              | námět, scénář, režie                                       |  |
| 2014 | 13. komnata Ondřeje Moravce                               | krátký                              | námět, scénář, režie                                       |  |
| 2014 | 13. komnata Jiřího Berouska                               | krátký                              | námět, scénář, režie                                       |  |
| 2015 | Rudy Linka – Kytara je droga                              | krátký                              | námět, scénář, režie                                       |  |
| 2016 | 13. komnata Venduly Svobodové Pizingerové                 | krátký                              | námět, scénář, režie                                       |  |
| 2016 | 13. komnata Chantal Poullain                              | krátký                              | námět, scénář, režie                                       |  |
| 2017 | Modrá krev – Czerninové                                   | krátký                              | námět, scénář, režie                                       |  |
| 2017 | Modrá krev – Sternbergové                                 | krátký                              | námět, scénář, režie                                       |  |
| 2017 | Modrá krev – Schwarzenbergové                             | krátký                              | námět, scénář, režie                                       |  |
| 2017 | Modrá krev – Kolowratové                                  | krátký                              | námět, scénář, režie                                       |  |
| 2017 | Modrá krev – Kinští                                       | krátký                              | námět, scénář, režie                                       |  |
| 2017 | Modrá krev – Lobkowiczové                                 | krátký                              | námět, scénář, režie                                       |  |
| 2017 | Modrá krev – Nostitzové                                   | krátký                              | námět, scénář, režie                                       |  |
| 2017 | Modrá krev – Colloredové                                  | krátký                              | námět, scénář, režie                                       |  |
| 2017 | GEN – Josef Somr                                          | krátký                              | námět, scénář, režie                                       |  |
| 2017 | GEN – Helena Haškovcová                                   | krátký                              | námět, scénář, režie                                       |  |
| 2018 | Miroslav Horníček 100                                     | krátký                              | námět, scénář, režie                                       |  |
| 2018 | Radúz Činčera, otec nejen Kinoautomatu                    | krátký                              | námět, scénář, (režie Adéla Sirotková)                     |  |
| 2019 | Modrá krev                                                | krátký, cyklus 8 dílů, dokončuje se | námět, scénář, režie                                       |  |

## Jevištní inscenace
| Rok  | Název       | Forma                                      | Poznámky                         |  |
| ---- | ----------- | ------------------------------------------ | -------------------------------- |  |
| 2006 | Kinoautomat | jevištní inscenace, Londýn, Velká Británie | scénář, režie                    |  |
| 2007 | Kinoautomat | jevištní inscenace, Praha                  | scénář, režie                    |  |
| 2009 | Kinoautomat | jevištní inscenace, Milán, Itálie          | it. verze, scénář, režie         |  |
| 2012 | Kinoautomat | jevištní inscenace, Montreal, Kanada       | francouzská verze, scénář, režie |  |

## Jiné
| Rok  | Název              | Poznámky      |  |
| ---- | ------------------ | ------------- |  |
| 2008 | Kinoautomat na DVD | scénář, režie |  |

Podklady pro filmografické údaje: